# Amor y responsabilidad
Amor y Responsabilidad es un libro escrito por el obispo auxiliar de Cracovia, Monseñor Karol Wojtyła antes de su elección como Papa Juan Pablo II  y fue originalmente publicado en polaco en 1960 con el título de Miłość i odpowiedzialność, y en inglés fue publicado 1981. Una nueva y original traducción fue publicada en 2013.
La primera traducción española es de 1978, pero con importantes deficiencias en la traducción del francés. La más actual es de 2016 traducida en 2013 por Jonio González y Dorota Szmidt
El trabajo consta de cinco capítulos; Uno: La Persona y el Impulso Sexual; Dos: La Persona y Amor; Tres: La Persona y Castidad; Cuatro: Justicia al Creador; y Cinco: Sexología y Ética. Se describe como "una defensa de las enseñanzas tradicionales de la Iglesia sobre el matrimonio desde un nuevo punto de vista filosófico". En su introducción a la primera edición, Wojtyła describe sus razones para escribir el libro como "nacer principalmente de la necesidad de poner las normas de la moral sexual católica sobre una base firme, de forma tan definitiva como sea posible, basándose en las verdades morales más elementales e incontrovertibles y los valores más fundamentales o bienes." Wojtyła fue originalmente inspirado para escribir el libro, mientras era profesor de la Universidad Católica de Lublin, a través de las experiencias que tuvo al enseñar a jóvenes católicos.
Mientras que en la universidad, Wojtyła reunió a un grupo de unos 20 jóvenes, quienes comenzaron a llamarse a sí mismos 'Rodzinka', la "pequeña familia". Se reunían para hacer oración, para discutir temas filosóficos y para ayudar a los enfermos. El grupo llegó a contar con cerca de 200 participantes y sus actividades se ampliaron para incluir viajes anuales para practicar esquí y kayak. La visión que obtuvo de estas reuniones y discusiones le ayudó a desarrollar la materia prima para el texto.
Wojtyła escribe que la relación sexual conyugal es la mejor imagen de Dios que es amor, porque ve el cuerpo humano como el único capaz de hacer lo invisible -lo espiritual y lo divino- visible. Se dice que los seres humanos fueron creados por Dios para un propósito: ser personas que optan libremente por amor, para darse a sí mismos como personas que expresan su entrega a través de sus cuerpos. Por lo tanto, las relaciones sexuales entre marido y mujer son un símbolo de su total auto-donación mutua, y además fomentan, fortalecen y enriquecen la relación entre los esposos, no solo para el presente sino también para el futuro. Para Wojtyła, "El cuerpo, y sólo él, es capaz de hacer visible lo que es invisible: lo espiritual y lo divino."

### Relacionados
- Humanae Vitae
- Teología del Cuerpo
- Evangelium Vitae
- Moral sexual católica
- Ética sexual

### Otros libros de Juan Pablo II
- Persona y acción
- ¡Levantaos! ¡Vamos!

- Datos: Q6691686